# The Tribe
Pour les articles homonymes, voir Tribu.
Pour plus de détails, voir Fiche technique et Distribution.
The Tribe (ukrainien : Плем'я ; trans. : Plemya, litt. « La tribu ») est un film néerlando-ukrainien écrit, produit et réalisé par Myroslav Slaboshpytskiy, sorti en 2014.
Il est sélectionné en compétition des longs-métrages de la 53e Semaine de la critique au Festival de Cannes 2014 où il remporte le grand prix de la Semaine de la critique, ainsi que le prix Révélation et bénéficie d'une aide de la Fondation Gan à la diffusion.

## Synopsis
Des étudiants sourds forment un gang mafieux sur fond de racket et de prostitution dans un pensionnat spécialisé pour sourds et malentendants.
Un jeune, timide mais robuste, arrive au pensionnat. Il est rapidement repéré par le gang jusqu'à remplacer l'ancien proxénète. Il tombe alors amoureux d'une des filles prostituées, qui doit prochainement partir « exercer » en Italie. Ce que refuse le garçon…

## Fiche technique
- Titre original : Плем'я
- Titre international : The Tribe
- Réalisation : Myroslav Slaboshpytskiy
- Scénario : Myroslav Slaboshpytskiy
- Direction artistique : Vlad Odudenko
- Costumes : Alena Gres
- Photographie : Valentyn Vasyanovych
- Son : Sergiy Stepanskiy[1]
- Montage : Valentyn Vasyanovych
- Production : Valentyn Vasyanovych ; Iya MyslytskaIya et Elena Slaboshpitskaya (coproducteurs)
- Sociétés de production : Garmata Film Production ; State Agency of Cinematography et The Hubert Bals Fund of the Rotterdam Festival (coproductions)
- Sociétés de distribution :  Arthouse Traffic ;  UFO Distribution
- Budget : 1 500 000 de dollars[3]
- Pays d'origine :  Ukraine,  Pays-Bas
- Langue originale : langue des signes ukrainienne
- Format : couleur - DTS
- Genre : drame
- Durée : 130 minutes
- Dates de sortie :
  - France : 21 mai 2014 (Festival de Cannes) ; 5 juin 2014 (La Cinémathèque française)[4] ; 1er octobre 2014 (nationale)
  - Ukraine : 11 septembre 2014
  - Belgique : 17 octobre 2014 (Festival international du film de Flandre-Gand)
- Film interdit aux moins de 16 ans en France[5]

## Distribution
- Grigoriy Fesenko : Sergei
- Yana Novikova : Anna
- Rosa Babiy : Svetka
- Alexander Dsiadevich : Gera
- Yaroslav Biletskiy
- Ivan Tishko : Makar
- Alexander Osadchiy
- Alexander Sidelnikov : Shnyr
- Alexander Panivan : le professeur de menuisier

## Production

### Développement
Après son court-métrage Глухота (litt. « Surdité » en ukrainien) sélectionné en compétition de courts-métrages à la Berlinale en février 2010, le réalisateur Myroslav Slaboshpytskiy reprend le même thème en version long-métrage entièrement tournée en langue des signes, ce dont l'idée lui est parvenu vingt ans plus tôt. À la fin de l'année 2010, il écrit le scénario avec des dialogues entre personnages, en s'inspirant de son adolescence à l'époque de l'Union soviétique, d'où l'obsession par l'argent et la condamnation de certains de ses camarades pour viols fréquents : « l’histoire en elle-même, c’est une fiction. Reste que le film repose beaucoup sur mes souvenirs d’école, mais aussi sur ce que m’ont raconté les représentants du monde sourd-muet. (…) Quant à [la] « mafia sourde » qui imprègne l’esprit du film, elle existe bel et bien dans la réalité. Une jeune enseignante d’institut pour sourds - les professeurs sont souvent eux-mêmes enfants de sourds-muets - m’a raconté que ses parents devaient payer un parrain local pour qu’elle puisse étudier à Kiev », explique-t-il.
Le projet est produit par Garmata Film Production, soutenu financièrement par Ukrainian State Agency of Cinematography et The Hubert Bals Fund of the Rotterdam Festival, dont le budget comprend environ 1 500 000 de dollars.
Le réalisateur ne souhaite ni voix hors-champ ni sous-titrage lors de la sortie en salle, « c'est un choix dès la conception. Il est important, à mes yeux, que le spectateur ne comprenne pas ce qui se dit mot à mot, mais plutôt ce qui se passe en général comme c’est le cas dans la pantomime ou le théâtre kabuki ». Il n'a même pas « envisagé de faire ce film avec des acteurs entendants. Le langage du corps est naturel et très personnel pour les personnes sourdes. Parce que les gens qui parlent utilisent les muscles faciaux pour prononcer les mots, tandis que les personnes sourdes, elles, utilisent tout leur corps pour communiquer ». En même temps, il précise que son film est « bien plus politique que social. Les problèmes (violence, viols, etc.) que j’évoque ne concernent pas que la communauté sourde ».

### Attribution des rôles
Tous les acteurs sont réellement sourds et non-professionnels ; ceux ayant entre 19 et 23 ans ont été choisis parmi trois cent candidats d'Ukraine, de Russie et de Biélorussie, dont le casting a duré environ une année dans l'école où aura lieu le tournage : « Depuis 2010, quand j’ai réalisé mon court-métrage Deafness, j’entretiens de bonnes relations avec les responsables du Centre culturel de l’association ukrainienne des sourds et malentendants. Lorsque nous avons commencé à travailler sur le film, cette association nous a vivement encouragés ».
Alors qu'il a rendez-vous avec une jeune fille pour le rôle d'Anna, le réalisateur repère à tout hasard Yana Novikova, une étudiante au lycée technique en mécanique de Gomel, en Biélorussie, et voit en elle une « « Audrey Hepburn biélorusse », un être doux et délicat. Elle rayonnait d'une énergie incroyable qui m’a impressionné ».

### Tournage
En plein automne 2013, l'équipe du film a tourné 23 plans-séquences dans une école de sourds ukrainienne à Kiev, en six mois. Les journées pouvaient durer vingt-quatre heures avec « une efficacité redoutable », comme la séquence de l'avortement qui ne dure que onze minutes mais qui leur a pris une journée entière.
Un interprète de langue des signes est présent « pour bien s'assurer que les acteurs traduisaient ce qui était écrit entre eux ». La langue des signes ukrainienne est très proche de la russe, ce qui ne représente aucune complication linguistique chez les personnes sourdes.

## Accueil

### Sorties internationales
The Tribe se propose au CentEast Market en tant que projet en cours de production à Varsovie et à Moscou en octobre 2013 ainsi qu'au Marché du Film de Pékin dans le cadre de CentEast en Chine en avril 2014.
Grâce à la société commerciale indépendante Alpha Violet, le Marché du film de Cannes le présente en compétition des longs-métrages à la Semaine de la critique au Festival de Cannes le 21 mai 2014, où les jurys Andrea Arnold et Rebecca Zlotowski attribuent le Grand prix et le Prix Révélation au réalisateur Myroslav Slaboshpytskiy. Quelques jours plus tard, La Cinémathèque française propose une projection de ce film dans une salle qui a lieu le 5 juin 2014 avant sa sortie nationale le 1er octobre 2014.
Le film est vendu dans vingt-trois pays, dont en France, en Scandinavie, aux États-Unis et en Corée du Sud.

### Accueil critique

#### En France
Le délégué général de la Semaine de la critique Charles Tesson voit ce film comme « un ballet virtuose, vertigineux et hallucinant ».
En plein jour de la projection du film au Festival de Cannes, le 21 mai 2014, Vanina Arrighi de Casanova de Première dit que c'est « une expérience douloureuse. Qui va longtemps nous hanter. (…) La violence sauvage, l'insensibilité monstrueuse des protagonistes, l’absence d’espoir qui confine au nihilisme font de The Tribe une œuvre à vomir. (…) il faut bien l’avouer, on se dit au fond que c’est LE film de cette quinzaine qu’il ne fallait pas rater ». Quant à Stéphane Leblanc de 20 minutes, il compare ce film avec « plutôt un Kids de Larry Clark mâtiné de Benny's Video de Michael Haneke. Un film hyper réaliste dans sa mise en scène et d’une froideur extrême dans sa dramaturgie, le réalisateur filmant la majeure partie des scènes en plans séquences tout en restant à une distance respectable des personnages ».
Nathalie Simon du Figaro traduirait en tant que simple spectatrice le titre « hors normes. Inattendu. Brutal. On en sort le cœur à l'envers et l'estomac retourné. (…) [le long-métrage est] projeté, en intégralité, en langue des signes et sans surtitres. On s'inquiète un peu. Pour rien. On comprendra tout. Au début, on fait des efforts pour interpréter les gestes, les regards. Puis assez vite, on oublie d'en faire. Happé, fasciné, puis rempli d'effroi par l'histoire qui se déroule sous nos yeux ». Pierre Murat du Télérama applaudit du fait que « le fond est passionnant, la forme, inventive ». Thierry Chèze de L'Express y voit « l'expérience la plus inouïe de ce festival ».
Tout contrairement à Bruno Icher de Libération, le film « n'a pas grand-chose du « choc » dont ils ont témoigné avoir été victimes » et « ne fait aucun doute que Myroslav Slaboshpytskiy a voulu aller tout au bout d’une idée de cinéma, intrigante et culottée, quitte à confondre, au bout du compte, rigueur inflexible et entêtement ». Trois jours plus tard, ce même critiqueur ajoute que The Tribe « s’appuie sur l’emploi d’acteurs sourds-muets qu’on peut soupçonner, sans que ce soit explicite, qu’ils témoignent à travers leur déchaînement de violence de l’exclusion dont ils sont structurellement victimes ».
En revanche, côté négatif, Thomas Sotinel du Monde souligne que « sur le programme, Plemya était annoncé à 2 h 10, l'ennui n'était pas à exclure. (…) reste à savoir ce que les spectateurs en pensent », mais deux jours plus tard, après les trophées, ce même journaliste dira « ce film impressionnant ».

#### À l'étranger
Aux États-Unis, Eric Kohn de Indiewire écrit que le film est « un exploit cinématiquement sans précédent » (« (…) an Unprecedented Cinematic Accomplishment ») et Jonathan Romney de Film Comment prouve que c'est « un de ces rares films dont vous ne pouvez pas vraiment croire qu'il existe vraiment, qui démontre que le cinéma réserve encore quelques agréables surprises » (« One of those rare films that you can't quite believe really exist, that demonstrate that cinema still has a few tricks up its sleeve »).
Au Royaume-Uni, Wendie Ide de The Times note cinq étoiles en soulignant que c'est une occasion « de découvrir et de célébrer des films les plus excitants, audacieux et remarquables conçus dans le monde entier » (« (…) to discover and celebrate the most exciting, daring and outstanding films made around the world »).

### Box-office
« C'est le plus gros succès du cinéma ukrainien en vingt-trois ans, depuis que le pays existe. Mais à chaque fois la condition de vente reste la même : l’absence de sous-titre est une décision artistique qui ne doit pas être annulée », rapporte le réalisateur.

## Distinctions

### Récompenses
- AFI Fest 2014 : Visionary Special Jury Award
- Festival de Cannes 2014 : sélection Semaine de la critique
  - Grand prix de la Semaine de la critique
  - Prix de la révélation (France 4)
  - Prix Aide à la diffusion de la Fondation Gan pour le Cinéma
- Festival international du film d'Erevan 2014 : Abricot d'or du meilleur film
- Festival du film de Londres 2014 : Sutherland Trophy du meilleur premier film
- Festival du film de Motovun 2014 : Propeler Motovun du meilleur film
- Festival international du film de Thessalonique 2014 : meilleur réalisateur pour Myroslav Slaboshpytskiy
- Prix du cinéma européen 2014 : Discovery of the Year - Prix FIPRESCI
- 28e cérémonie des Nika : meilleur film de CEI, de Géorgie et des États baltes.

### Nominations et sélections
- Festival de Cannes 2014 : en compétition pour la Caméra d'or
- Festival international du film de Locarno 2014 : hors compétition « I film delle giurie »
- Festival international du film de Saint-Sébastien 2014 : sélection « Pearls »
- Festival du film de Sarajevo 2014 : sélection « Kinoscope »
- Festival international du film de Toronto 2014 : sélection « Discovery »[32]
- L'Étrange Festival 2014 : sélection « Compétition internationale »

### Sources
- (en) The Tribe, programme d'Alpha Violet
- The Tribe sur UFO Distribution